# 生物摩擦学
生物摩擦学（英文：biotribology）是将摩擦学的原理用到医学和生物学上。最早是由英国利兹大学教授Douncan Dowson在1970年提出。 
目前在生物摩擦学方面的研究主要集中在关节（自然和人造）和皮肤等人造器官上。尤其在人造关节方面对减少患者的关节疼痛，提高生活质量起到了举足轻重的作用。生物摩擦学的研究目前受到了工程，医学和材料学等领域的重视。